# Artsruni
Artsruni (in armeno Արծրունի?; translitterato anche Ardzruni) era un'antica famiglia nobile armena, che affermava di discendere da Sennacherib, Re di Assiria (705 a.C.–681 a.C.). Sebbene rispecchi la pretesa discendenza davidica dei Bagratidi e la pretesa discendenza dalla famiglia reale della dinastia Han dei Mamikoni, questa è solitamente interpretata come una componente della genealogia mitologica. 
L'origine di questa rivendicazione è attribuita a Mosè di Corene, secondo il quale i figli di Sennacherib si rifugiarono in Armenia dopo averlo assassinato e fondarono le famiglie degli Artsruni e dei Gnuni. Verosimilmente, Mosè di Corene era a sua volta ispirato dalla tradizione biblica:

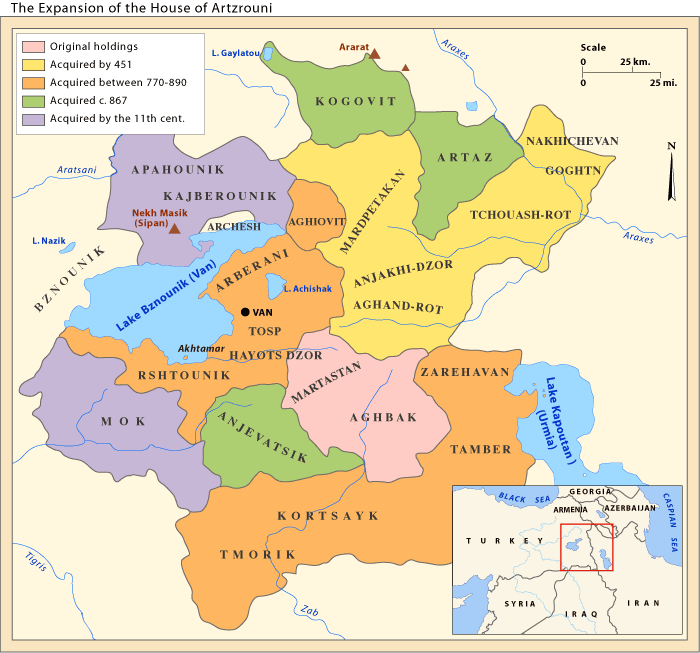
L'espansione della casa degli Artsruni

Il genealogista e storico Cyril Toumanoff privilegia un'origine dell'Orontide per la famiglia Artsruni. 
Il professore James Russell propose l'idea che gli Artsruni derivino il loro nome dalla parola urartea artsibini (aquila), che sopravvisse nell'armeno come artsiv (արծիվ). L'aquila era un animale totemico per gli Artsruni e, in una leggenda, si diceva che il progenitore degli Artsruni era stato abbandonato da bambino e che fu salvato da un'aquila. 
Si ritiene che il primo membro della famiglia di cui esista una attestazione sia Mithrobarzanes nel 69 a.C., il viceré di Tigrane il Grande a Sophene. Sotto il regno degli Arshakuni, la famiglia governò i territori principeschi dell'Aghbak Maggiore e Minore nel Vaspurakan, a sudest del lago Van, con una progressiva annessione del territorio circostante.
Verso la metà del IV secolo, la famiglia fu deposta. Chavash sopravvisse e riacquistò il potere. Nel 369 d.C., lo stato era guidato da Merujan Artsruni, che condusse le truppe persiane in Armenia e sconfisse il Generale (Sparapet) mamikone. 
Comunque, quest'ultimo riacquisto il potere in breve tempo e Merujan fu ucciso.
Verso il 772, gli Artsruni dominavano le famiglie degli Amatuni, dei Rshtuni e dei Teruni di Dariunq (in precedenza un possedimento dei Bagratidi) e governavano le regioni di Maku, Artaz, della Grande Valle dello Zab e del fiume Van. Nel 908, costituirono la Principalità di Vaspurakan.
Nel principio dell'XI secolo, gli Artsruni si stabilirono più a ovest in Cappadocia, ritirandosi dagli invasori orientali. 
Nel 1021, l'Imperatore bizantino assegnò in feudo a Senekerim Artsruni Amasia, Sebaste e Evdokia.

## Varie
Umberto Eco introdusse il personaggio di Ardsruni, un nobile e alchimista della Cilicia, nel suo romanzo fantastico Baudolino.